# إدوارد إف. ماكدونالد
إدوارد إف. ماكدونالد هو سياسي أمريكي، ولد في 21 سبتمبر 1844 في جمهورية أيرلندا، وتوفي في 5 نوفمبر 1892 في هاريسون في الولايات المتحدة. نشط حزبياً في الحزب الديمقراطي. وقد انتخب عضو مجلس ولاية نيوجيرسي ‏ وانتخب عضو جمعية نيوجيرسي العامة ‏ وانتخب عضو مجلس النواب الأمريكي.